# سوخوي سو-37
سوخوي سو-37 (لقب تعريف الناتو: فلانكر-إف، 'Flanker-F') هي مقاتلة متعددة المهام نفاثة تجريبية روسية. وهى مقاتلة بمقعد واحد معدلة من سوخوي سو-35 الجيل الأول التجريبي لغرض اختيار التحكم في توجيه الدفع.
السوخوي سو-37 ليس هي السوخوي سو-37 (سو-47) والتي توضح تكنولوجيا الجناح المكتسح للأمام.

## التطوير
الطائرة سو-37 طورت من الجيل الأول للمقاتلة سوخوي سو-35، والتي هي في الأصل تصميم سو-27إم. بدء مشروع سو-27إم في أوائل عام 1988. أول نموذج (تي-10إس-70) طار 1988. اشتملت التغيرات عن سوخوي سو-27 تغير في الأجنحة، وتطوير المحركات، وتزويدها برادار جديد، وقدرتها على الطيران الرقمي بواسطة نظام ملاحي جديد. لاحقًا قامت سوخوي بتعديل سو-27إم إلى سو-35 وذلك في عام 1993. نماذج سو-35 اللاحقة أضيفت إليها قمرة زجاجية وذيل معدل.
عدل تصميم سو-35 إلى سو-37 بإضافة فوهات بعمل بنظام توجيه الدفع في بعدين 2D. وأختبرت أول طائرة سو-37 خلال رحلة تجريبية في أبريل 1996 وكانت مزودة بنظام توجيه الفوهات. ظهرت بعدها السوخوي سو-37 في معرض فارنبرو الجوي 1996 وقادها طيار اختيارات سوخوي يوفجيني فرولوف. ثاني نموذج عدل بتعديلات مشابه في 1998.
لم تصل السوخوي سو-37 أبدّا لمرحلة الإنتاج؛ بحلول منتصف عام 2000 قدمت سوخوي عدة تطويرات لسو-27 كالسوخوي سو-30 إم كيه أى، والجيل الثاني سوخوي سو-35 / سوخوي-35 بي إم، والتي طورت بتطويرات مشابه كنظام إلكترونيات ورادار مطور، ومحركات توجيه الدفع.

## التصميم
الطائرة سو-37 هي مقاتلة ذات مقعد واحد، ملائمة لكافة الظروف المناخية، وطائرة هجوم أرضي تجريبة، مستوحاه من المقاتلة سو-27. تحتوي سو-37 على العديد من التحديثات عن السو-27، وتشمل استخدام رادار سالب إلكتروني واسع المسح متعدد الأوضاع وملائم لكافة الظروف المناخية، قادر علي تجنب التضاريس ورسم خرائط التضاريس. كما أن هيكل الطائرة به أجزاء مصنعة من المواد المركبة، علي العكس من سو-27 المصنوعة كاملةً من المعدن. بالإضافة إلى ذلك فإن محركات الطائرة مجهزة لتوجيه الدفع. كما أن الفوهات قابل للحركة بدرجة 15 درجة موجب وسالب، بإمكانهم العمل بشكل تفاضلى لإعطاء عزم دوار.

### قمرة القيادة
قمرة القيادة في المقاتلة سوخوي سو-37 هي أول قمرة مقاتلة روسية تستخدم نظام Hands On Throttle and Stick أو هوتاس (HOTAS) وهى الأولى بعصا جانبية. يشترك نظام السلاح بالكثير مع نظام السلاح السوخوي سو-30 إم كيه، ولكن مع فقد شاشة العرض الكبيرة في القمرة الخلفية المجهزة لضابط نظام السلاح. تتميز القمرة بأربع شاشات متعددة الأغراض (MFD) بدلًا من الأدوات التناظرية التقليدية التي تعمل بالعقارب. وحَوَت القمرة أيضًا على مقعد قذف مائل بـ 30 درجة للخلف للمساعدة في تقليل تأثير قوى الجاذبة العالية. صمم تهيئة نظام ملاحة القبضتان (two-grip flying control) لمنع الطيار من الدوران في جميع الأنحاء عندما تدخل الطائرة في مناورة توجيه دفع سريعة. يؤمن كل من الدعاسة البنزين (throttle) الثابتة، والعصا التحكم الجانية نقاط آمنه للطيار ليدعم يده.

### إلكترونيات الطيران والدفع
المحرك ليس فقط يضمن جيل جديد من 3D TVC ولكن أيضَا هو صعب ومقاوم للتصاعد حتى خلال اللفات المقلوبة المنبطحة التقليدية والذي يعطي صلابة ومناورة أفضل كالتي عندما تكون زاوية مواجهة كبيرة كـ 180 درجة.
تستطيع السوخوى سو-37 حمل أسلحة جو-جو وجو- أرض في 12 موقع عليها. يمكن أن يزيد رقم القذائف والقنابل المحمولة إلى 14 مع استخدام رفوف متعددة الحمولة.

## المستخدمون
روسيا
- سلاح الجو الروسي

## المواصفات
الخصائص العامة
- الطول:  ()
- باع الجناح:  ()
- الارتفاع:  ()

الأداء

### تطويرات ذات علاقة
- سوخوي سو-27
- سوخوي سو-35

### طائرات مناظرة
- ميكويان جيروفيتش ميج-35